# Chromolaena macrodon
Chromolaena macrodon là một loài thực vật có hoa trong họ Cúc. Loài này được (DC.) Nicolson mô tả khoa học đầu tiên năm 1987.